# NK Tolmin
Nogometni klub Tolmin (tiếng Việt: Câu lạc bộ bóng đá Tolmin), thường hay gọi NK Tolmin hoặc đơn giản Tolmin, là một câu lạc bộ bóng đá Slovenia, thi đấu ở thị trấn Tolmin. Câu lạc bộ được thành lập năm 1921 và hiện tại thi đấu ở Giải bóng đá hạng ba quốc gia Slovenia. Đội thi đấu trên sân nhà Công viên Thể thao Brajda. Sân vận động có sức chứa 3.000 khán giả, trong đó có 250 chỗ ngồi. Hiện tại đội có tên gọi NK TKK Tolmin vì lý do tài trợ.

## Danh hiệu
- Giải bóng đá hạng ba quốc gia Slovenia: 1

2013–14
- Giải bóng đá hạng tư quốc gia Slovenia: 2

2001–02, 2006–07
- MNZ Nova Gorica Cup: 3

2003–04, 2004–05, 2008–09